# 타불라 로게리아나
타불라 로게리아나(라틴어: Tabula Rogeriana, 루제루의 지도)는 1154년 이슬람 지리학자 무함마드 알이드리시가 제작한 세계 지도이다. 원제는 누잣 알무쉬타크 피 이크티라크 알아파크(아랍어: نزهة المشتاق في اختراق الآفاق)로 "지평선을 넘어 나가고자 갈망하는 자의 여행"이란 뜻이다. 알이드리시는 당시 시칠리아를 지배한 노르만 왕 루제루 2세의 궁정에 머물면서 1138년에서 1154년까지 15년에 걸쳐 이 지도를 제작하였다.

## 배경
알이드리시는 북아프리카와 알안달루스를 지배하던 베르베르계의 무함미드 가문 출신다. 출생지는 세우타로 당시 코르도바 칼리파국의 지배 아래에 있었다.
알안달루스의 내분으로 정세가 어지러워지자 알이드리시는 시칠리아로 이주하였다. 당시 시칠리아는 파티마 칼리파국의 일부였다가 노르만족이 정복하여 시칠리아 왕국을 세운 참이었다. 노르만족의 시칠리아 왕국은 시칠리아에 거주하고 있던 무슬림에게 관대하였으며 궁정에도 이슬람 학자를 초빙하고 있었다. 알이드리시는 이미 팔레르모에 정착하고 있던 알안달루스 출신의 지리학자 아부 아스살트의 휘하에 들어가 노르만 궁정의 지리학자가 되었다.
10세기 말에서 11세기 초 유럽의 전역은 스칸디나비아반도가 본거지였던 노르만족의 정복 사업에 휘말렸고, 시칠리아 역시 노르만족이 정복하여 백작령을 세웠다. 시칠리아의 백작은 교황과 신성로마제국 둘 모두와 여러 차례 전쟁을 치루며 반목하고 있었다. 1130년 루제루 2세는 두 명의 교황이 서로 자신이 적통이라 싸우는 것을 이용하여 시칠리아 백작령을 왕국으로 승격시키고 최초의 시칠리아 군주가 되었다. 루제루 2세는 여러 차례의 전쟁을 벌이며 스스로가 유럽의 각지와 북아프리카를 여행하였고, 지도제작에 열의를 보였다. 1138년 시작된 알이드리시의 지도 제작은 15년 동안 지속되었고 1154년이 되어서야 완성할 수 있었다. 지도가 책으로 출간된 지 몇 달 뒤 루제루 2세는 사망하였다.

## 제작
알이드리시는 프톨레마이오스의 세계관에 따라 지구를 구로 파악하고 있었다. 지도의 제작을 위해 알디드리시는 지구의 둘레를 37,000 km로 계산하였는데 이는 실제 값에 약 10% 정도 오차가 있는 것으로 당시 상황을 생각하면 비교적 정확한 값이라고 평가할 수 있다. 지도의 원본은 아랍어로 쓰였고 남쪽이 위를 향하도록 제작되었다. 알이드시리는 그리스-로마의 전통에 따라 지구를 7개의 클리메로 구분하였는데, 오늘날의 기후와 비슷하지만 그 보다 좀 더 도식적인 개념이다. 일이드시리는 각 클리메 마다 상세 지도를 제작하였다. 세계 지도는 유라시아를 단절없는 하나의 대륙으로 표현하고, 동지중해 인근과 아라비아반도는 상세하게 나타내었으나 아프리카는 사하라사막의 북쪽만을 나타내었다. 지도는 세계를 가로 10구역 세로 7구역으로 나뉘어 그려졌고 각 면마다 해당 지역의 자연환경, 문화, 정치 및 사회 경제 상황을 설명하였다.
알이드리시는 세계 각지를 여행한 사람들을 개별적으로 면담하였고 해당 지역의 정보에 대해 공통적인 것은 사실로서 받아들여 지도에 반영하고 서로 모순되는 이야기는 배제하였다. 알이드리시는 이러한 조사를 바탕으로 "7개의 클리메 지역 전체의 존중받는 나라들과 그 구역, 해안과 육지, 만과 바다, 물길과 하구"를 지도에 표현하였다. 책은 은 300 파운드를 들여 치장되었다.
알이드리시의 지도책은 기독교 세계와 이슬람 세계 양 쪽에 널리 알려졌다. 이슬람에서는 키타브 루자르(루제루의 책)이라 불렸다. 원본은 은입사를 한 매우 호화스런 책이었으나 1160년 전쟁 와중에 파손되었고, 현재 전하는 판본의 바탕이 된 것은 루게루 2세의 아들 윌리엄 2세가 다시 제작한 것이다. 알이드리시의 세계 지도는 과학사에서 중요한 업적 가운데 하나로 평가받고 있다.

## 사본
최초의 원본과 다시 제작된 지도 모두 원본은 현존하지 않고 사본만 전해져 오고 있다. 현존하는 사본은 모두 10 개로 이 가운데 텍스트가 온전한 것은 5개이고, 지도가 남아 있는 것은 8 개이다. 가장 오래된 사본 둘은 프랑스 국립도서관이 소장하고 있으며 이 가운데 하나는 1325년 무렵 제작된 것이고 다른 하나는 1553년 제작된 것이다. 옥스포드 대학교의 보들리 도서관은 1692년 제작된 사본을 소장하고 있다. 세계 지도와 70개 세부 지도를 모두 포함한 가장 완벽한 사본은 이스탄불에 소장되어 있다.

## 같이 보기
- 이슬람의 황금 시대

## 참고 문헌
- Ahmad, S. Maqbul (1992). 〈Cartography of al-Sharif al-Idrisi〉 (PDF). 《The History of Cartography》. 2, Book 1. University of Chicago Press. 156–174쪽.
- Bacharach, Jere L. (2006). Medieval Islamic Civilization: An Encyclopedia. Routledge. ISBN 978-0-415-96690-0
- Harley, John Brian and Woodward, David (1992). The History of Cartography, Volume 2. Oxford University Press. ISBN 978-0-226-31635-2
- Houben, Hubert (2002). Roger II of Sicily: A Ruler Between East and West. Cambridge University Press. ISBN 978-0-521-65573-6